# George Kink
Pour les articles homonymes, voir Kink.
George Kink (né le 26 août 1982 à Düsseldorf) est un joueur professionnel allemand de hockey sur glace.
Il est le fils du joueur Georg Kink et frère de Marcus Kink.

## Carrière
Kink joue jusqu'en 2000 dans la Ligue junior allemande. Au cours de la saison 2000-2001, il passe professionnel en jouant en 2. Bundesliga dans le SC Riessersee. Au début de la saison 2002-2003, il est transféré au EC Peiting en Oberliga. Après deux saisons solides au EC Peiting, l'attaquant signe avec l'EHC Munich. Le 28 septembre 2004, Kink subit à cause d'une rondelle déviée une blessure grave à la tête et doit être opéré d'urgence, plusieurs grands fragments d'os sont enlevés. Il joue le reste de la saison et monte en 2. Bundesliga.
Après son contrat de deux ans, il revient au SC Riessersee et remonte de nouveau en 2. Bundesliga en 2007. En septembre 2008, il est de nouveau blessé, encore une fois par une rondelle déviée. Il complète le groupe des attaquants de l'EHC Munich pour la saison 2011-2012 de DEL, après un stage de sélection, mais il ne jouera qu'un match au cours de la saison. C'est pourquoi en 2012, il revient au EC Peiting. Mais en janvier 2013, lors d'un match contre les Selber Wölfe, il est victime d'une déchirure de ligaments.
Début avril 2013, il annonce son retour au SC Riessersee pour la saison de DEL2, alors que des négociations avaient échoué pour la saison précédente. Cependant, après la fin de la saison, il n'y a pas de prolongation du contrat et il quitté le club. Il rejoint alors l'EV Füssen en Oberliga. Mais à la suite de la liquidation de ce club en 2015, il rejoint l'ERC Sonthofen.

## Statistiques

### En club
| Saison    | Équipe        | Ligue |    | Saison régulière | Saison régulière | Saison régulière | Saison régulière | Saison régulière |   | Séries éliminatoires | Séries éliminatoires | Séries éliminatoires | Séries éliminatoires | Séries éliminatoires |
| Saison    | Équipe        | Ligue | PJ | B                | A                | Pts              | Pun              | PJ               | B | A                    | Pts                  | Pun                  |                      |                      |
| 2000-2001 | SC Riessersee | DEL2  | 3  | 0                | 0                | 0                | 0                | -                | - | -                    | -                    | -                    |                      |                      |
| 2001-2002 | SC Riessersee | DEL2  | 52 | 6                | 7                | 13               | 28               | 10               | 0 | 3                    | 3                    | 8                    |                      |                      |
| 2002-2003 | EC Peiting    | DEL3  | 50 | 13               | 29               | 42               | 95               | 6                | 2 | 1                    | 3                    | 8                    |                      |                      |
| 2003-2004 | EC Peiting    | DEL3  | 53 | 18               | 13               | 31               | 74               | -                | - | -                    | -                    | -                    |                      |                      |
| 2004-2005 | EHC Munich    | DEL3  | 18 | 6                | 7                | 13               | 10               | -                | - | -                    | -                    | -                    |                      |                      |
| 2005-2006 | EHC Munich    | DEL2  | 50 | 1                | 6                | 7                | 0                | -                | - | -                    | -                    | -                    |                      |                      |
| 2006-2007 | SC Riessersee | DEL3  | 48 | 11               | 27               | 38               | 0                | -                | - | -                    | -                    | -                    |                      |                      |
| 2007-2008 | SC Riessersee | DEL2  | 52 | 8                | 9                | 17               | 12               | 7                | 0 | 1                    | 1                    | 0                    |                      |                      |
| 2008-2009 | SC Riessersee | DEL2  | 46 | 7                | 7                | 14               | 28               | 6                | 1 | 0                    | 1                    | 2                    |                      |                      |
| 2009-2010 | SC Riessersee | DEL2  | 52 | 6                | 12               | 18               | 36               | 1                | 0 | 0                    | 0                    | 25                   |                      |                      |
| 2010-2011 | SC Riessersee | DEL3  | 38 | 23               | 35               | 58               | 24               | 5                | 3 | 6                    | 9                    | 2                    |                      |                      |
| 2011-2012 | EHC Munich    | DEL   | 52 | 1                | 1                | 2                | 4                | -                | - | -                    | -                    | -                    |                      |                      |
| 2012-2013 | EC Peiting    | DEL3  | 20 | 6                | 10               | 16               | 12               | -                | - | -                    | -                    | -                    |                      |                      |
| 2013-2014 | SC Riessersee | DEL2  | 54 | 4                | 2                | 6                | 12               | 5                | 0 | 0                    | 0                    | 2                    |                      |                      |
| 2014-2015 | EV Füssen     | DEL3  | 32 | 15               | 26               | 41               | 10               | -                | - | -                    | -                    | -                    |                      |                      |
| 2015-2016 | ERC Sonthofen | DEL3  | 39 | 19               | 28               | 47               | 20               | 3                | 1 | 2                    | 3                    | 2                    |                      |                      |
| 2016-2017 | ERC Sonthofen | DEL3  | 43 | 12               | 24               | 36               | 20               | -                | - | -                    | -                    | -                    |                      |                      |